# Zweiflügelfruchtbäume
Die Pflanzengattung Zweiflügelfruchtbäume (Dipterocarpus), auch Zweiflügelnüsse oder wie andere Gattungen auch Flügelfruchtbäume genannt, gehört zur Familie der Flügelfruchtgewächse (Dipterocarpaceae). Die etwa 70 Arten sind in Südostasien verbreitet. Von einigen Arten wird das Holz genutzt.

## Beschreibung

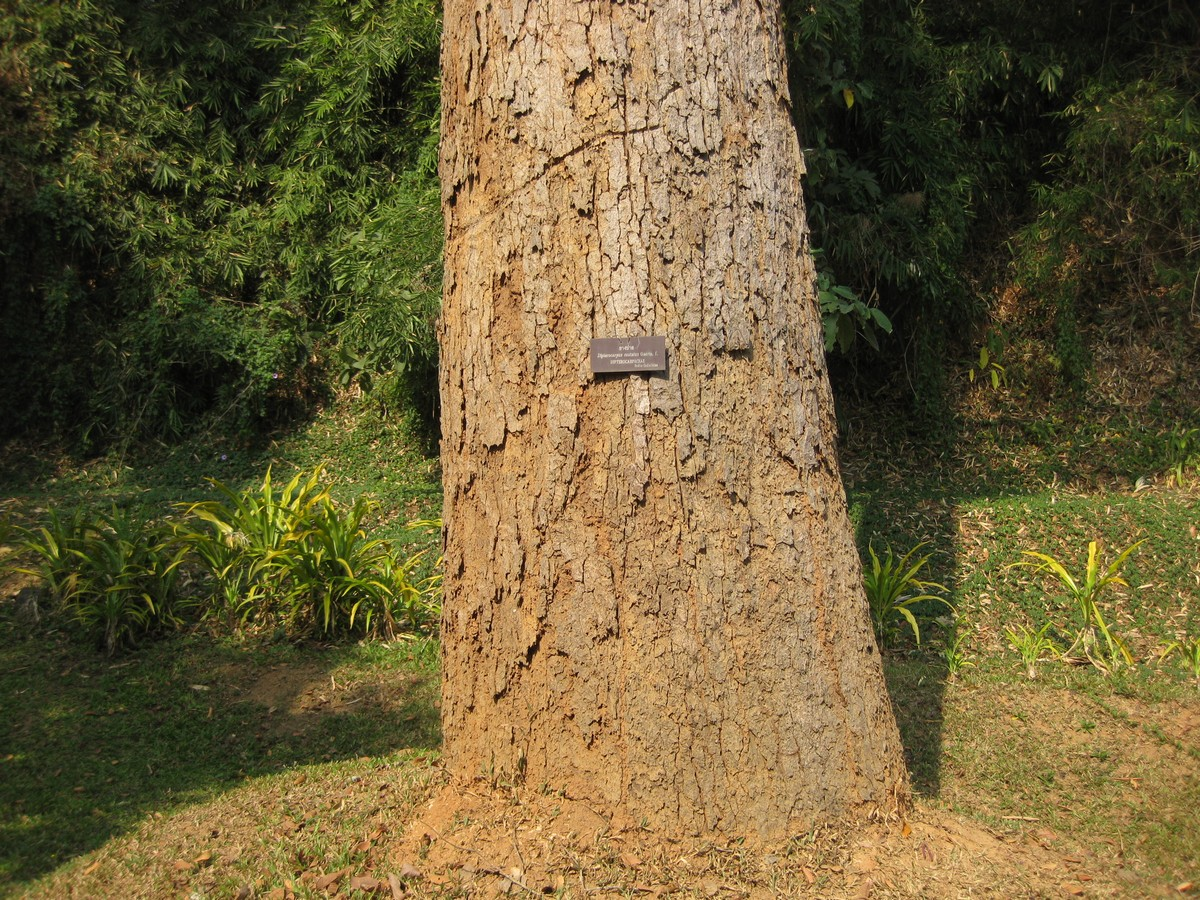
Borke von Dipterocarpus costatus

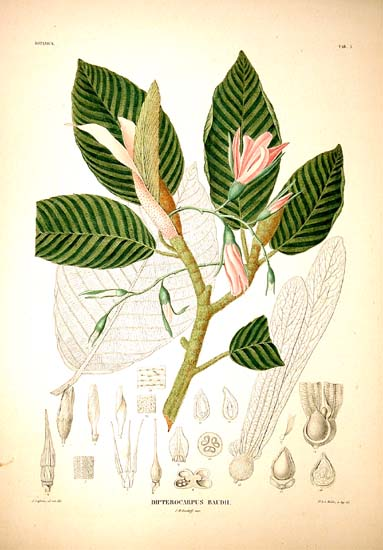
Illustration von Dipterocarpus baudii

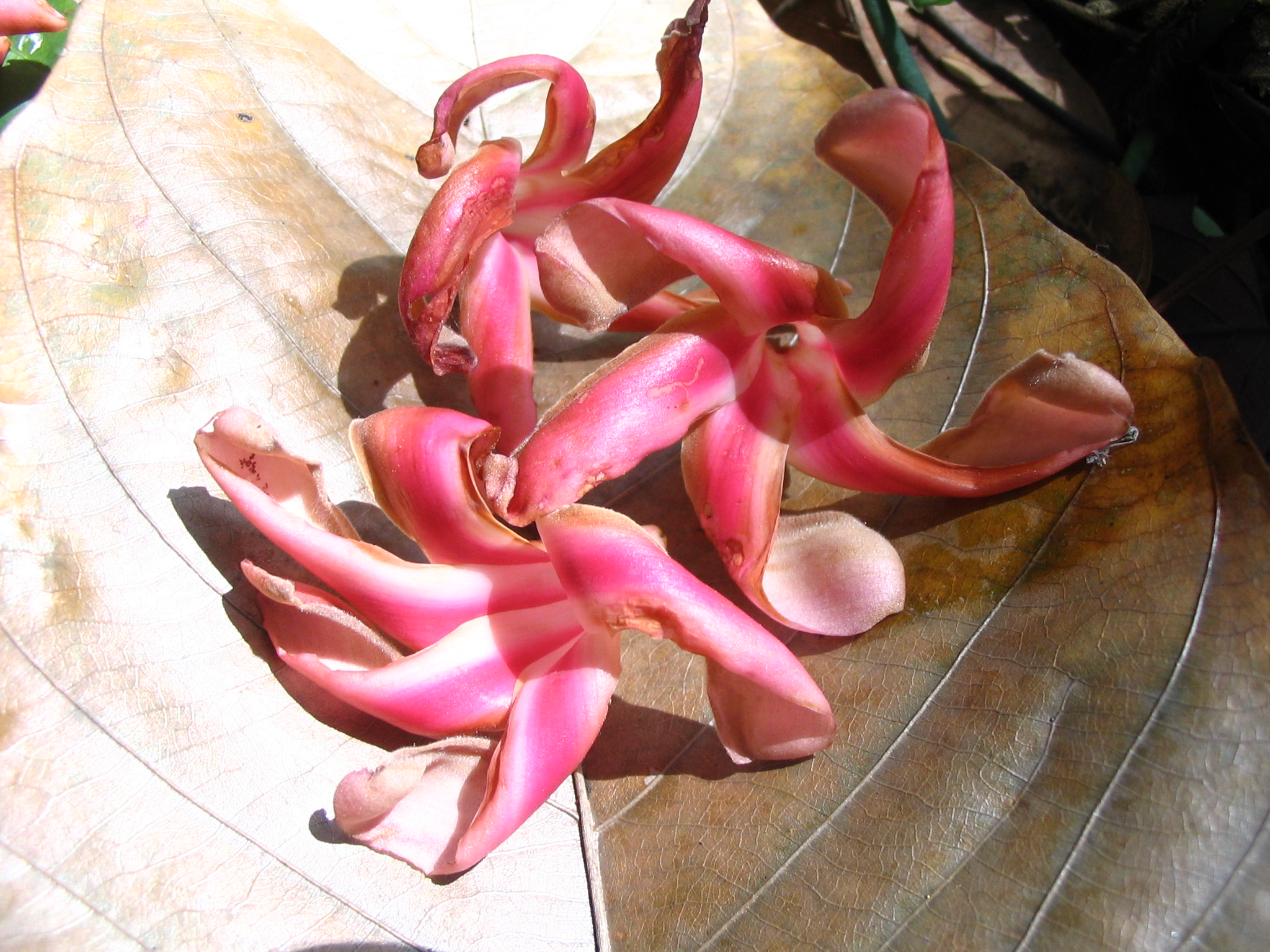
Abgeworfene Blüten von Dipterocarpus baudii

### Erscheinungsbild und Blätter
Bei Dipterocarpus-Arten handelt es sich meist um immergrüne bis laubabwerfende, hohe, aufstrebende Bäume. An der Stammbasis sind oft kräftige Brettwurzeln vorhanden. Die gräulich-braune bis orangefarbene Borke besitzt erhabene Lentizellen, ist rissig und blättert ab. Das Harz ist aromatisch, ölig und weiß. Das Kernholz ist braun bis rot braun bis gelb braun bis grün, das Splintholz ist farblich deutlich vom Kernholz abgesetzt.
Die Laubblätter sind wechselständig an den Zweigen angeordnet. Die ledrigen Blattspreiten sind einfach. Der Blattrand ist ganz oder wellig gebuchtet. Die fiedrig angeordneten Seitenadern sind gerade und die Blattadern dritter Ordnung sind auffällig fast leiterförmig angeordnet. Die großen Nebenblätter umhüllen die Endknospe und hinterlassen wenn sie abfallen eine ringartig Blattnarbe.

### Blütenstände und Blüten
In kaum verzweigten, traubigen Blütenständen stehen meist drei bis neun Blüten zusammen. Die relativ großen, süß duftenden, zwittrigen Blüten sind radiärsymmetrisch und fünfzählig mit doppelter Blütenhülle. Die fünf ungleichen Kelchblätter sind an ihrer Basis krug- oder becherförmig verwachsen. Die fünf Kronblätter sind flaumig (manchmal mit Sternhaaren) behaart und oft weiß mit einem rötlichen Mittelstreifen. Die gelben Staubbeutel sind länglich. Die flaumig behaarten, oberständigen Fruchtknoten sind eiförmig. Der fadenförmige Griffel endet in einer leicht verbreiterten Narbe.

### Früchte und Samen
Die einsamigen, nussartigen Früchte besitzen fünf Flügel, zwei lange und drei kurze. Die zwei großen entwickeln sich zu aufrechten Flügel. Die Samen sind mit der Basis des Perikarp verwachsen und enthalten einen Embryo mit zwei ungleichen, großen, dicken Keimblättern (Kotyledonen) und einer unauffälligen Radikula.

## Verbreitung
Die Gattung Dipterocarpus ist in Südostasien weit verbreitet. Sie kommt in Sri Lanka, Indien, Pakistan, Bangladesch, Myanmar, Kambodscha, Thailand, Laos, China, Vietnam, Malaysia, im westlichen Indonesien und auf den Philippinen vor. Dipterocarpus-Arten sind in vielen Gebieten Südostasiens waldbildend, dieser Vegetationstyp wird Dipterocarpus-Wald genannt; es ist ein trockener, laubabwerfender Wald.

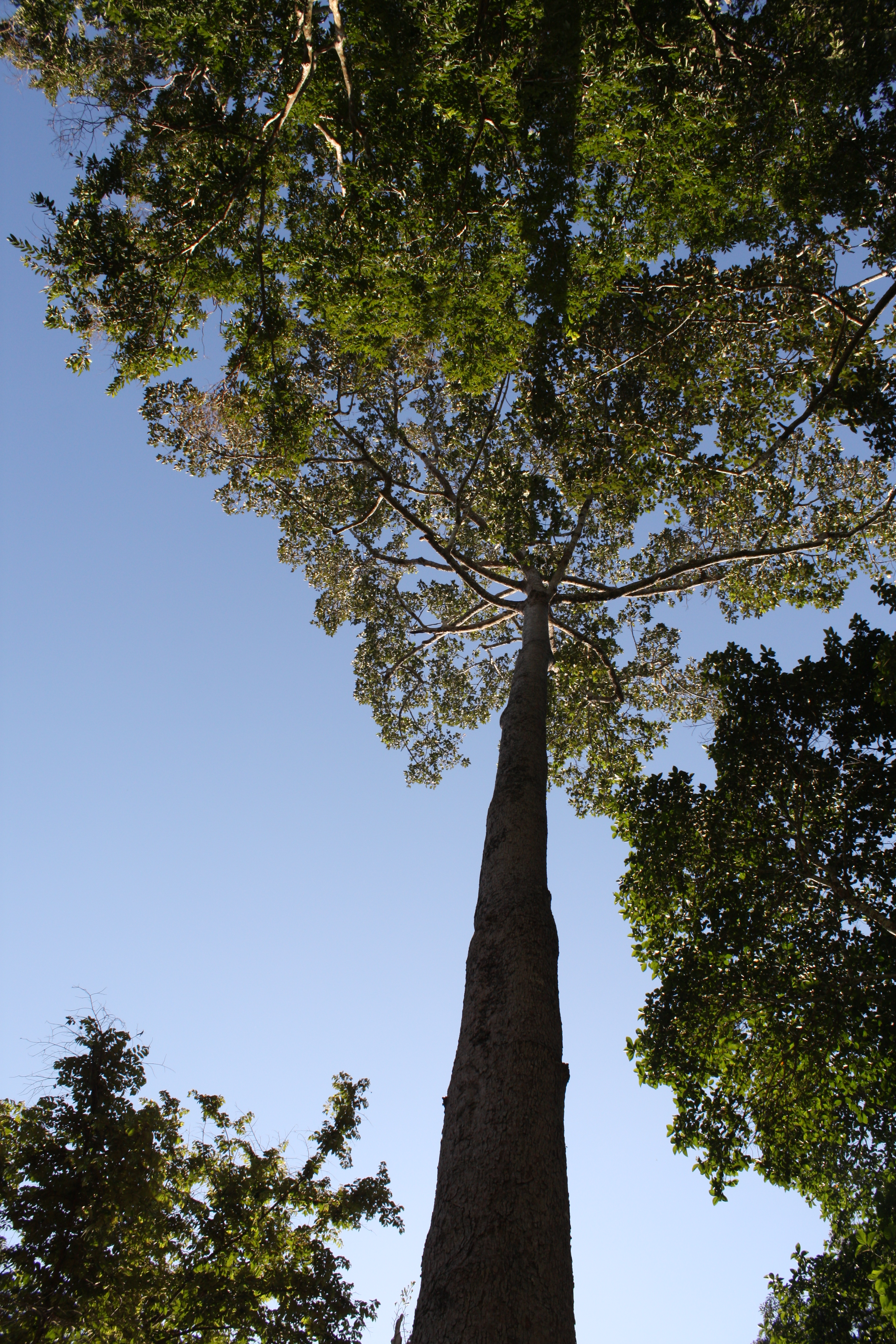
Habitus von Dipterocarpus alatus

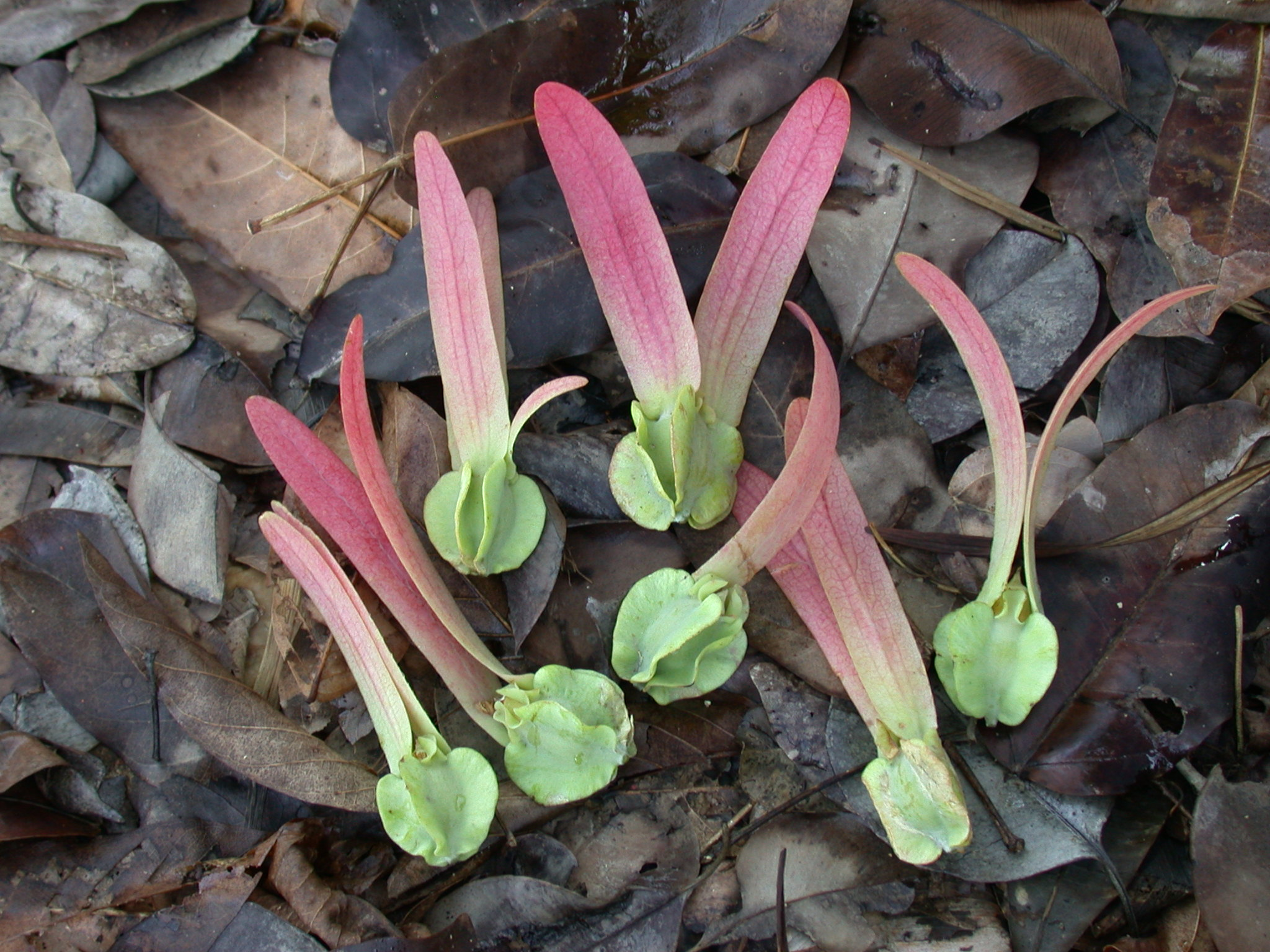
Früchte von Dipterocarpus alatus

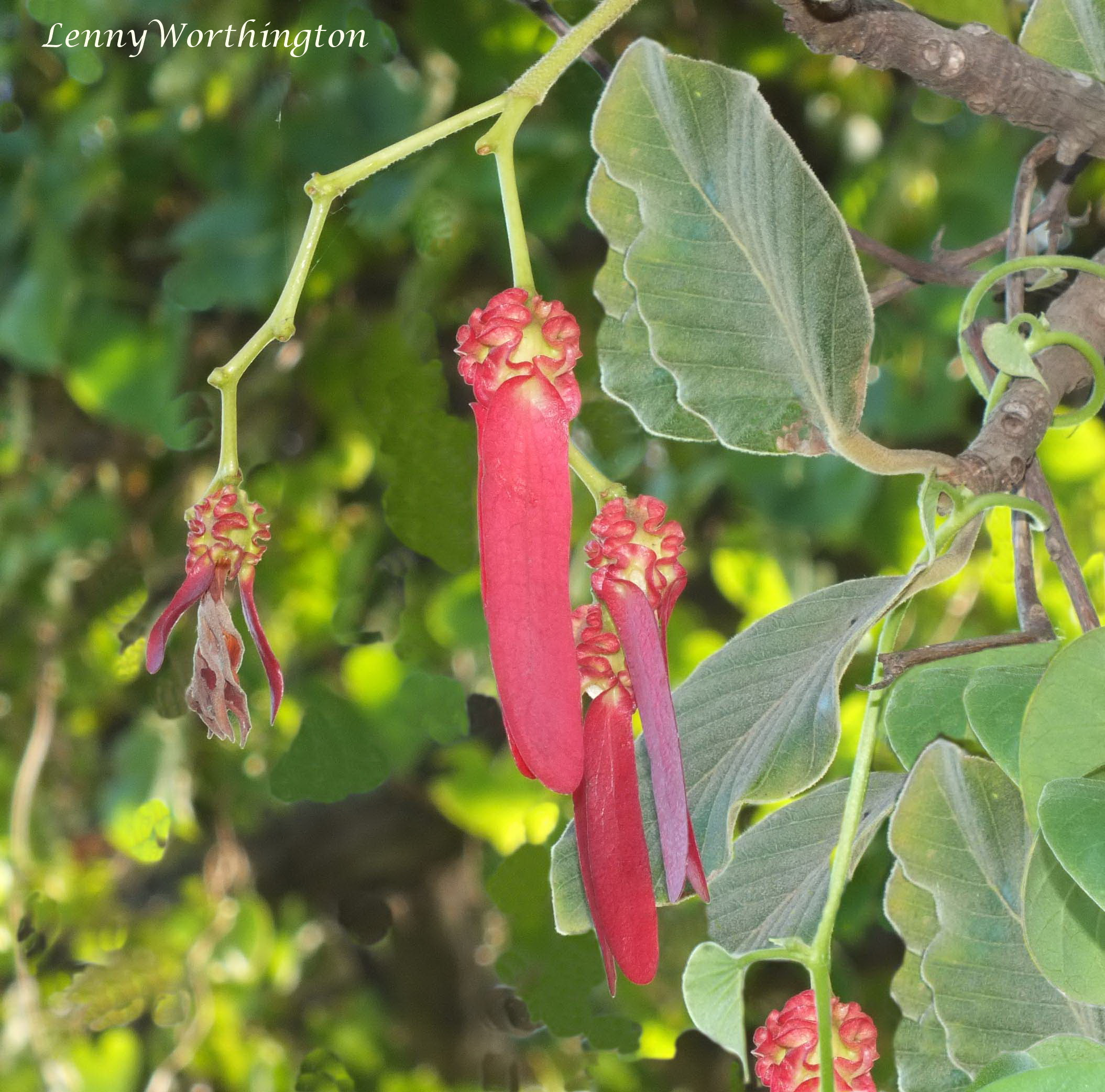
Dipterocarpus intricatus

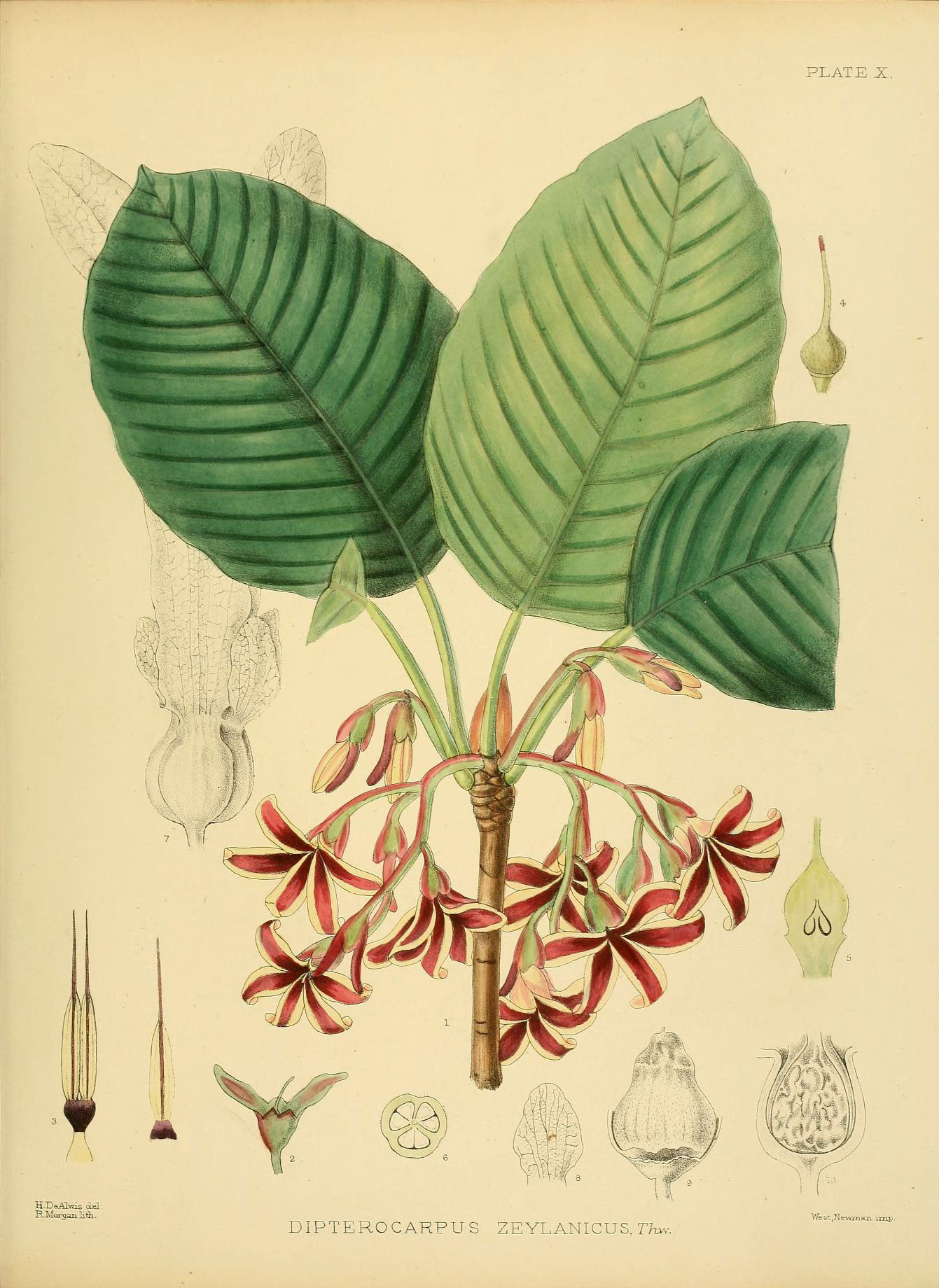
Dipterocarpus zeylanicus, Illustration

## Systematik
Die Gattung Dipterocarpus wurde 1805 durch Karl Friedrich von Gärtner in Supplementum carpologiae, S. 50 aufgestellt. Als Lectotypusart wurde 1960 Dipterocarpus costatus C.F.Gaertn. durch Arthur Allman Bullock in Kew Bulletin, Volume 14, S. 42 festgelegt. Der Gattungsname Dipterocarpus bedeutet direkt übersetzt „zweiflügelige Frucht“. Synonyme für Dipterocarpus C.F.Gaertn. sind Duvaliella F.Heim und Mocanera Blanco.
Es gibt etwa 65 Dipterocarpus-Arten:
- Dipterocarpus acutangulus Vesque: Thailand, Malaysia, Borneo.[4]
- Dipterocarpus alatus Roxb. ex G.Don: Nordöstliches Indien bis zur Malaiischen Halbinsel und Luzon.[4]
- Dipterocarpus applanatus Slooten: Borneo.[4]
- Dipterocarpus baudii Korth.: Bangladesch bis Sumatra.[4]
- Dipterocarpus borneensis Slooten: Sumatra bis Borneo.[4]
- Dipterocarpus bourdillonii Brandis: Südwestliches Indien.[4]
- Dipterocarpus caudatus Foxw.: Sie kommt in Malaysia, Indonesien, Singapur und auf den Philippinen vor.[3]
- Dipterocarpus caudiferus Merr.: Borneo.[4]
- Dipterocarpus chartaceus Symington: Thailand und Malaiische Halbinsel.[4]
- Dipterocarpus cinereus Slooten: Sumatra.[4]
- Dipterocarpus concavus Foxw.: Malaiische Halbinsel bis Sumatra.[4]
- Dipterocarpus condorensis Pierre: Vietnam, Philippinen, Malaysia, Sumatra und Borneo.[4]
- Dipterocarpus confertus Slooten: Sie kommt in Brunei, Kalimantan, Sabah und Sarawak vor.[3]
- Dipterocarpus conformis Slooten: Nördliches Sumatra.[4]
- Dipterocarpus coriaceus Slooten: Malaysia, Sumatra, Borneo.[4]
- Dipterocarpus cornutus Dyer: Malaysia, Sumatra, Borneo.[4]
- Dipterocarpus costatus C.F.Gaertn.: Sie kommt in Bangladesch, Malaysia, Kambodscha, Laos, Myanmar, Vietnam, auf den Andamanen und Nikobaren vor.[3]
- Dipterocarpus costulatus Slooten: Malaysia, Sumatra, Borneo.[4]
- Dipterocarpus crinitus Dyer: Sie kommt in Thailand, Malaysia, auf Sumatra und Kalimantan vor.[3]
- Dipterocarpus cuspidatus P.S.Ashton: Nordöstliches Sarawak.[4]
- Dipterocarpus dyeri Pierre ex Laness.: Indochina bis Malaysia und Borneo.[4]
- Dipterocarpus elongatus Korth. (Syn.: Dipterocarpus megacarpus Madani): Malaysia, Sumatra, Borneo.[4]
- Dipterocarpus eurhynchus Miq.: Malaysia, Sumatra, Borneo und Philippinen.[4]
- Dipterocarpus fagineus Vesque: Malaysia, Sumatra, Borneo.[4]
- Dipterocarpus fusiformis P.S.Ashton: Nordöstliches Borneo.[4]
- Dipterocarpus geniculatus Vesque: Borneo.[4]
- Dipterocarpus glabrigemmatus P.S.Ashton: Zentrales Sarawak.[4]
- Dipterocarpus glandulosus Thwaites: Südwestliches Sri Lanka.[4]
- Dipterocarpus globosus Vesque: Borneo.[4]
- Dipterocarpus gracilis Blume: Sie kommt in Bangladesch, Malaysia, Indonesien, Myanmar, Thailand, auf den Philippinen, Andamanen und Nikobaren vor.[3]
- Dipterocarpus grandiflorus (Blanco) Blanco; das Holz wird unter dem Namen Keruing vertrieben. Sie kommt in Indonesien, Malaysia, auf den Philippinen, Andamanen und Nikobaren, in Myanmar, Thailand und Vietnam vor.[3]
- Dipterocarpus hasseltii Blume: Sie kommt in Indonesien, Malaysia, auf den Philippinen, in Thailand und in Vietnam vor.[3]
- Dipterocarpus hispidus Thwaites: Sri Lanka.[4]
- Dipterocarpus humeratus Slooten: Sumatra bis Borneo.[4]
- Dipterocarpus indicus Bedd.: Sie kommt in den indischen Bundesstaaten Karnataka, Kerala und Tamil Nadu vor.[3]
- Dipterocarpus insignis Thwaites: Sri Lanka.[4]
- Dipterocarpus intricatus Dyer: Sie kommt in Thailand, Kambodscha, Laos und Vietnam vor.[3]
- Dipterocarpus kerrii King; das Holz wird unter dem Namen Keruing vertrieben. Sie kommt in Thailand, Myanmar, in Indonesien, Malaysia, auf den Philippinen, Andamanen und Nikobaren vor.[3]
- Dipterocarpus kunstleri King: Malaysia, Sumatra, Borneo und Philippinen.[4]
- Dipterocarpus lamellatus Hook. f.: Südwestliches Sabah.[4]
- Dipterocarpus littoralis Blume: Südliches Java.[4]
- Dipterocarpus lowii Hook. f.: Sie kommt in Malaysia, Brunei und auf Sumatra vor.[3]
- Dipterocarpus mundus Slooten: Zentrales Borneo.[4]
- Dipterocarpus nudus Vesque: Nordwestliches Borneo.[4]
- Dipterocarpus oblongifolius Blume: Thailand, Malaysia und Borneo.[4]
- Dipterocarpus obtusifolius Teijsm. ex Miq.: Sie kommt in Malaysia, Thailand, Kambodscha, Laos, Myanmar und Vietnam vor.[3]
- Dipterocarpus ochraceus Meijer: Nördliches Borneo.[4]
- Dipterocarpus orbicularis Foxw.: Luzon.[4]
- Dipterocarpus pachyphyllus Meijer: Borneo.[4]
- Dipterocarpus palembanicus Slooten: Malaysia und Sumatra bis Borneo.[4]
- Dipterocarpus perakensis P.S.Ashton: Malaiische Halbinsel.[4]
- Dipterocarpus pseudocornutus P.S.Ashton: Philippinen.[4]
- Dipterocarpus retusus Blume: Die Heimat liegt in Indien, Indonesien, Laos, Malaysia, Myanmar, Thailand, Vietnam und den chinesischen Provinzen: südöstliches Xizang, südöstliches sowie westliches Yunnan.[3]
- Dipterocarpus rigidus Ridl.: Malaysia, Sumatra, Borneo.[4]
- Dipterocarpus rotundifolius Foxw.: Malaiische Halbinsel.[4]
- Dipterocarpus sarawakensis Slooten; lokal auch Sarawak Keruing genannt: Malaiische Halbinsel und Borneo.[4]
- Dipterocarpus scaber Buch.-Ham.: Bangladesch.[4]
- Dipterocarpus semivestitus Slooten: Malaiische Halbinsel und südöstliches Borneo.[4]
- Dipterocarpus stellatus Vesque: Borneo.[4]
- Dipterocarpus sublamellatus Foxw.: Sie kommt in Malaysia und in Sumatra vor.[3]
- Dipterocarpus tempehes Slooten: Borneo.[4]
- Ostindischer Zweiflügelfruchtbaum, Ostindischer Gurjunbalsambaum (Dipterocarpus tuberculatus Roxb.): Er ist in Bangladesch, Kambodscha, Indien, Laos, Myanmar, Thailand und Vietnam beheimatet.[3] Aus ihm wird ein flüssiges Harz, rot-brauner, fluoreszierend grünlicher Balsam, Gurjunbalsam genannt, gewonnen.
- Dipterocarpus turbinatus C.F.Gaertn.; das Holz wird unter dem Namen Keruing vertrieben. Die Art kommt in Indien, Bangladesch, Thailand, Kambodscha, Myanmar, Laos, Vietnam, auf den Andamanen, Nikobaren und in Yunnan und Xizang vor.[3]
- Dipterocarpus validus Blume: Borneo und Philippinen.[4]
- Dipterocarpus verrucosus Foxw. ex Slooten: Thailand, Malaysia, Sumatra und Borneo.[4]
- Dipterocarpus zeylanicus Thwaites: Sie kommt in Sri Lanka vor.[3]

Ein Dipterocarpus-Zweig im Wappen der Straits Settlements

## Nutzung
Einige Dipterocarpus-Arten sind wichtige Nutzholz-Bäume. Handelsnamen des Holzes: Yang (FR, TH, VN), Keruing (ID, MY, DE, EN), Gurjun (IN-and, MM, LK), Dau (VN, FR), White Kanyin, Kanyin-Byu (MM), Chhoeuteal (KH), Nhang (LA), Keroewing (NL), Yang Hin, Yang Na (TH), Dzao Long (VN). Keine Art ist nach CITES Regeln geschützt.
 Siehe auch: Holzarten-Klassifikation Flügelfruchtbäume (Dipterocarpaceae) der englischen Wikipedia.
Verschiedene Arten liefern den Gurjunbalsam, Dipterocarpus kerrii, 
Dipterocarpus alatus, Dipterocarpus turbinatus, Dipterocarpus turbinatus, Dipterocarpus incanus, Dipterocarpus tuberculatus, Dipterocarpus crispalatus, Dipterocarpus gracilis, Dipterocarpus hispidus, Dipterocarpus griffithii, Dipterocarpus litoralis, Dipterocarpus retusus, Dipterocarpus trinervis, Dipterocarpus zeylanicus, Dipterocarpus obtusifolium.